# Portada/article març 5

## Anime
L'anime (en japonès アニメ) és el terme que agrupa fora del Japó els dibuixos animats de procedència japonesa. Al Japó s'utilitza la paraula anime per referir-se a l'animació en general. Tradicionalment es dibuixava a mà, però actualment s'ha tornat comuna l'animació per ordinador. Els seus guions inclouen gran part dels gèneres de ficció i són transmesos a través de mitjans cinematogràfics (transmissió per televisió, distribució, DVD i pel·lícules amb àudio). Paral·lelament a l'anime, al Japó es desenvolupa el món del manga, que és el còmic de procedència japonesa. Entre el manga i l'anime sol haver-hi molta interacció, ja que els mangues que tenen èxit posteriorment els treuen en format anime.